# Polyrhachis castaneiventris
Polyrhachis castaneiventris är en myrart som beskrevs av Smith 1858. Polyrhachis castaneiventris ingår i släktet Polyrhachis och familjen myror. Inga underarter finns listade i Catalogue of Life.